# Baseboll vid olympiska sommarspelen 2000
Baseboll var för tredje gången officiell sport vid olympiska sommarspelen 2000 i Sydney. Åtta nationer tävlade. Alla lagen mötte alla, innan de fyra bäst placerade kunde göra upp om medaljerna i två semifinaler, en bronsmatch och en final. För första gången fick professionella spelare vara med. 

## Medaljörer
| Gren   | Guld | Silver | Brons |
| Herrar | USA Brent Abernathy Kurt Ainsworth Pat Borders Sean Burroughs John Cotton Travis Dawkins Adam Everett Ryan Franklin Chris George Shane Heams Marcus Jensen Mike Kinkade Rick Krivda Doug Mientkiewicz Mike Neill Roy Oswalt Jon Rauch Anthony Sanders Bobby Seay Ben Sheets Brad Wilkerson Todd Williams Ernie Young Tim Young | Kuba Omar Ajete Yovany Aragón Miguel Caldés Danel Castro José Contreras Yobal Dueñas Yasser Gómez José Ibar Orestes Kindelán Pedro Luis Lazo Omar Linares Oscar Macías Juan Manrique Javier Méndez Rolando Meriño Germán Mesa Antonio Pacheco Ariel Pestano Gabriel Pierre Maels Rodríguez Antonio Scull Luis Ulacia Lázaro Valle Norge Luis Vera | Sydkorea Chong Tae-Hyon Hong Seong-Heun Jang Seong-Ho Jeong Min-Tae Jin Pil-Jung Jung Soo-Keun Kim Dong-Joo Kim Han-Soo Kim Ki-Tae Kim Soo-Kyung Kim Tae-Gyun Koo Dae-Sung Lee Byung-Kyu Lee Seung-Ho Lee Seung-Yeop Lim Chang-yong Lim Sun-Dong Park Jae-Hong Park Jin-Man Park Jong-Ho Park Kyung-Oan Park Seok-Jin Son Min-Han Song Jin-Woo |

## Resultat

### Matcher

#### Rankingrunda
I gruppspelet mötte alla lag varandra och de fyra bästa lagen (Kuba, USA, Sydkorea och Japan) gick vidare. 
| Nation        | Segrar | Förluster | Tiebreaker |
| ------------- | ------ | --------- | ---------- |
| Kuba          | 6      | 1         | 1-0        |
| USA           | 6      | 1         | 0-1        |
| Sydkorea      | 4      | 3         | 1-0        |
| Japan         | 4      | 3         | 1-0        |
| Nederländerna | 3      | 4         |            |
| Italien       | 2      | 5         | 1-0        |
| Australien    | 2      | 5         | 0-1        |
| Sydafrika     | 1      | 6         |            |

#### 17 september
| Tid   | Lag 1      | Resultat | Lag 2         |
| ----- | ---------- | -------- | ------------- |
| 11:30 | Kuba       | 16 - 0*  | Sydafrika     |
| 12:30 | Japan      | 2 - 4    | USA           |
| 18:30 | Sydkorea   | 10 - 2   | Italien       |
| 19:30 | Australien | 4 - 6    | Nederländerna |

#### 18 september
| Tid   | Lag 1    | Resultat | Lag 2         |
| ----- | -------- | -------- | ------------- |
| 11:30 | Kuba     | 13 - 5   | Italien       |
| 12:30 | Sydkorea | 3-5      | Australien    |
| 18:30 | USA      | 11-1     | Sydafrika     |
| 19:30 | Japan    | 5-4      | Nederländerna |

#### 19 september
| Tid   | Lag 1   | Resultat | Lag 2         |
| ----- | ------- | -------- | ------------- |
| 11:30 | Italien | 13-0     | Sydafrika     |
| 12:30 | Japan   | 7-3      | Australien    |
| 18:30 | USA     | 6-2      | Nederländerna |
| 19:30 | Kuba    | 6-5      | Sydkorea      |

#### 20 september
| Tid   | Lag 1         | Resultat | Lag 2     |
| ----- | ------------- | -------- | --------- |
| 11:30 | Japan         | 6-1      | Italien   |
| 12:30 | Nederländerna | 4-2      | Kuba      |
| 18:30 | Australien    | 10-4     | Sydafrika |
| 19:30 | USA           | 4-0      | Sydkorea  |

#### 22 september
| Tid   | Lag 1    | Resultat | Lag 2         |
| ----- | -------- | -------- | ------------- |
| 11:30 | Sydkorea | 2-0      | Nederländerna |
| 12:30 | Kuba     | 1-0      | Australien    |
| 18:30 | Japan    | 8-0      | Sydafrika     |
| 19:30 | USA      | 4-2      | Italien       |

#### 23 september
| Tid   | Lag 1     | Resultat | Lag 2         |
| ----- | --------- | -------- | ------------- |
| 11:30 | Sydafrika | 3-2      | Nederländerna |
| 12:30 | Sydkorea  | 8-7      | Japan         |
| 18:30 | Italien   | 8-7      | Australien    |
| 19:30 | Kuba      | 5-1      | USA           |

#### 24 september
| Tid   | Lag 1         | Resultat | Lag 2      |
| ----- | ------------- | -------- | ---------- |
| 11:30 | Nederländerna | 3-2      | Italien    |
| 12:30 | Sydkorea      | 13-3     | Sydafrika  |
| 18:30 | Kuba          | 6-2      | Japan      |
| 19:30 | USA           | 12-1     | Australien |

### Slutspel
|  | Semifinaler  | Semifinaler |   |  | Final        | Final |  |
|  |              |             |   |  |              |       |  |
|  | 26 september |             |   |  |              |       |  |
|  | Kuba         | 3           |   |  |              |       |  |
|  | Japan        | 0           |   |  |              |       |  |
|  |              |             |   |  |              |       |  |
|  |              |             |   |  | 27 september |       |  |
|  |              |             |   |  | Kuba         | 0     |  |
|  |              | USA         | 4 |  |              |       |  |
|  |              |             |   |  |              |       |  |
|  |              |             |   |  |              |       |  |
|  |              |             |   |  |              |       |  |
|  | 26 september |             |   |  |              |       |  |
|  | USA          | 3           |   |  |              |       |  |
|  | Sydkorea     | 2           |   |  |              |       |  |

### Bronsmatch
|          | Resultat |       |
| -------- | -------- | ----- |
| Sydkorea | 3 - 1    | Japan |

## Slutställning
| Placering | Nation        |
| --------- | ------------- |
| 1         | USA           |
| 2         | Kuba          |
| 3         | Sydkorea      |
| 4         | Japan         |
| 5         | Nederländerna |
| 6         | Italien       |
| 7         | Australien    |
| 8         | Sydafrika     |